# Pozidriv

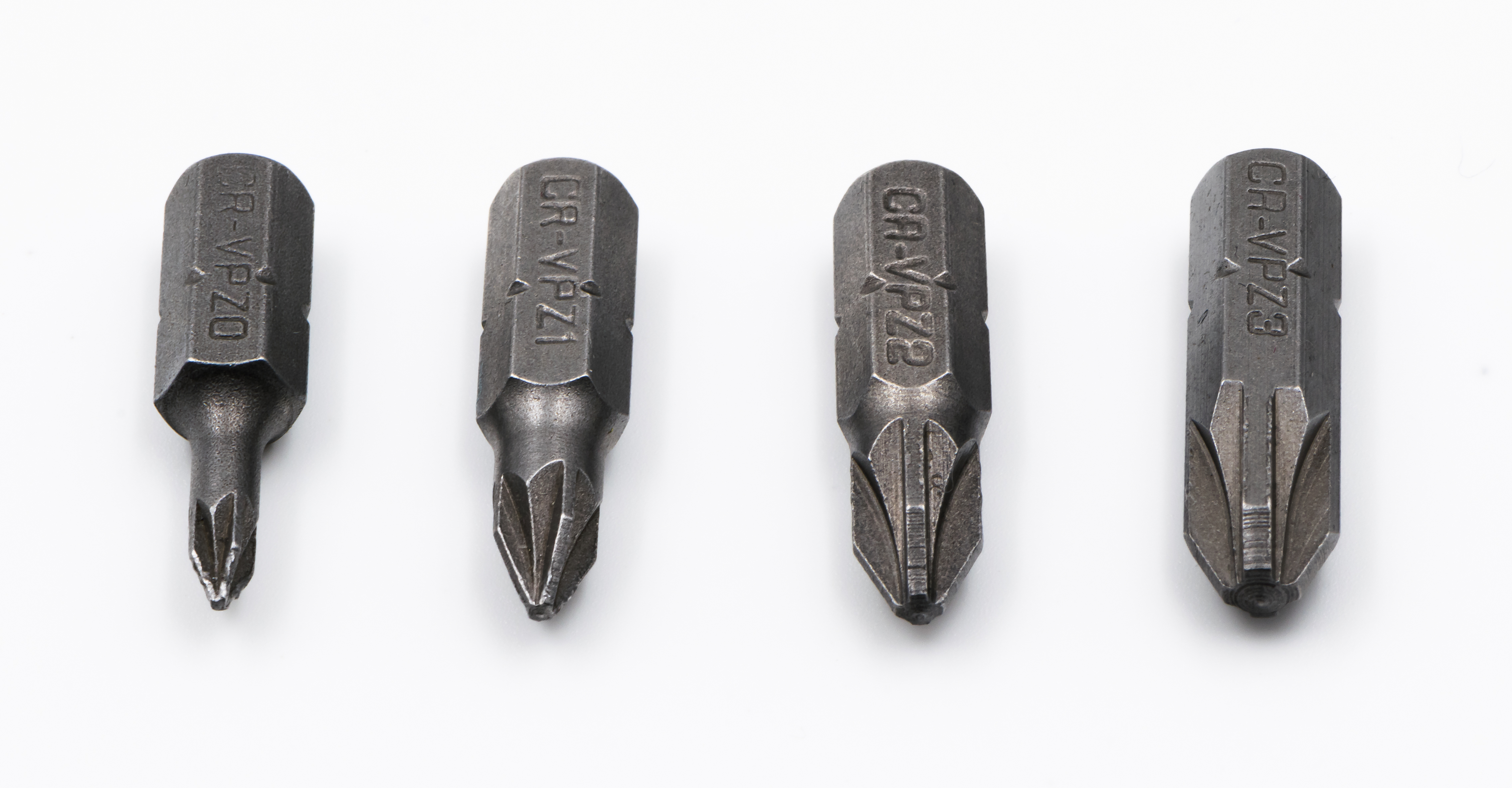
Bity Pozidriv

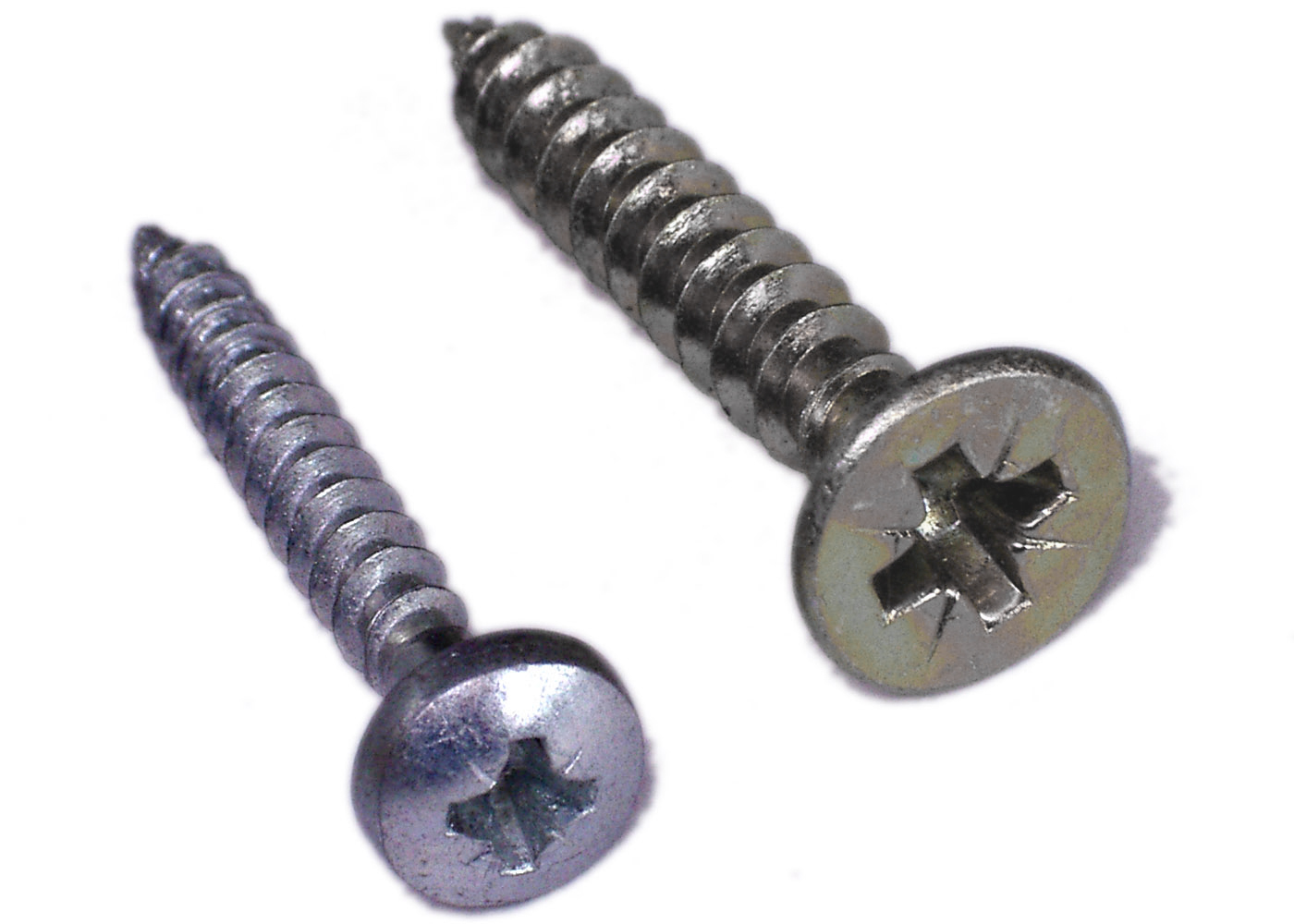
Wkręty z łbem typu Pozidriv

Pozidriv – typ grotu wkrętaka z nacięciem krzyżowym, z krawędziami równoległymi oraz takie samo krzyżowe wgłębienie (nacięcie) na łbie wkręta. Oznaczany symbolem PZ, Pz, występuje w czterech rozmiarach: Pz1 2-3 mm, Pz2 3,5-5 mm, Pz3 6 mm, Pz4 8-12 mm. Podobny do typu Phillips, ale wgłębienie krzyżowe posiada ścianki prostopadłe do dna. Dla łatwiejszego rozróżnienia, końcówki grotów wkrętaków Pozidriv posiadają między krawędziami skośne zgrubienia w kształcie V, a na wkrętach Pozidriv umieszczone są ukośne cienkie nacięcia w kształcie X. Wkrętaki Pozidriv nie pasują do wkrętów Phillipsa, przylegają do nacięcia tylko niewielką częścią krawędzi, więc może dojść do uszkodzenia nacięcia wkręta lub narzędzia. Dlatego zaleca się używanie właściwych wkrętaków do stosowanych wkrętów, jak również odpowiednich rozmiarów wkrętaków.

## Historia
Firma Phillips Screw Company, która w 1936 r. opracowała grot typu Phillips i żyła głównie z praw licencyjnych do patentu, zaczęła udoskonalać konstrukcję łba. W wyniku tych prac typ Phillips został ulepszony, a gdy w roku 1966 wygasły prawa patentowe do niego, firma GKN wprowadziła nowy rodzaj wgłębienia – Pozidriv. Miał on dwie zasadnicze cechy różniące go od poprzednika. Pierwszą zmianą było zwiększenie powierzchni styku narzędzia i wkręta, co umożliwiło przenoszenie większych momentów i ograniczało naprężenia, redukując tym samym deformację wkręta oraz zużycie narzędzia.
Druga różnica była bardziej zasadnicza. W czasach, gdy powstawał grot Phillips, jednym z problemów występujących przy stosowaniu elektrycznych wkrętaków było częste uszkadzanie wkrętów przez przyłożenie nadmiernego momentu. Dlatego typ Phillips został zaprojektowany tak, aby pod wpływem dużego momentu skręcającego następowało automatyczne wyskoczenie narzędzia z wgłębienia. W ciągu 30 lat od wprowadzenia wgłębienia systemu Phillips wkrętaki napędzane elektrycznie lub pneumatycznie przeszły szereg zmian, między innymi zostały wyposażone w sprzęgła ograniczające moment siły. W związku z tym nowy standard Pozidriv ma tak zmienioną konstrukcję, że ogranicza możliwość wyśliźnięcia się narzędzia z wgłębienia. Ogranicza to dodatkowo deformację wkręta i zużycie narzędzia.